# 가을방학 (음악 그룹)
가을방학은 2009년에 결성된 대한민국의 혼성 2인조 음악 그룹이다. 2010년 이후 정규앨범 3장, 비정규앨범 1장을 발매했으며, 서울재즈페스티벌, 그랜드 민트 페스티벌, 뷰티풀 민트 라이프 등 음악 축제에서 공연했다.

## 이전 구성원
- 정바비

본명은 정대욱이며, 작사 및 작곡, 프로듀싱, 기타 세션을 담당하고 있다. 작곡가로서 창작에 집중하기 위해, 2018년부터 라이브 활동에는 참여하지 않고 곡 작업 및 앨범 제작에만 참여한다고 발표했다.
- 계피

본명은 임수진이며, 보컬을 담당하고 있다.

## 역사
- 2009년 여름, 서로의 팬이었던 계피와 정바비는 2008년 가을 그랜드 민트 페스티벌에서의 만남을 계기로 데모 녹음을 하게 되었고, 가장 먼저 작업한 곡인 '가을방학'을 밴드이름으로 정하며 밴드를 결성하게 되었다.[2]
- 2009년 가을, 디지털 싱글《가을방학/3월의 마른 모래》로 데뷔했다.
- 2010년, 민트 페이퍼 컴필레이션 《Life》에 `취미는 사랑`을 수록했다.
- 2010년 가을, 10월 14일에 첫 정규 음반 《가을방학》을 발매했다.
- 2010년 디지털 싱글《가을방학/3월의 마른 모래》음원이 서비스 종료되었다.
- 2011년 3월 22일, 디지털 싱글《오래된 커플》을 발매했다.
- 2012년 10월 26일, 디지털 싱글《근황》을 발매했다.
- 2012년 12월 14일, 에피톤 프로젝트와 함께한 디지털 싱글《아이보리》을 발매했다.
- 2013년 4월 8일, 2집《선명》을 발매했다.
- 2013년 11월 15일, 디지털 싱글《첫사랑》을 발매했다.
- 2014년 10월 21일, 디지털 싱글 《종이 우산》을 발매했다.
- 2015년 9월 1일 3집 《세 번째 계절》을 발매했다.
- 2017년 7월 7일 비정규집《마음집》을 발매했다.
- 2020년 5월 27일 디지털 싱글《루프탑》을 발매했다.
- 2021년 3월 9일 해체하였다.

## 음악 스타일
2009년 결성 당시 가을방학은 정바비와 계피의 만남으로도 많은 관심을 받았다. 하지만 그 둘이 만나 만들어낸 《가을방학》의 스타일은 그들이 각자 속해있던 밴드에서의 스타일과 달랐다. 정바비의 발랄하고 화사한 가사와 담담하지만 아이러니한 계피의 음색이 만나서 아기자기한 달콤함이 이들의 스타일이다. 이 둘의 조합이 달콤하고 정갈해 좋다는 평가도 있는 반면, 절정부분이 없는 한결같음이 진부하다는 평가도 있다. 하지만 많은 사람들이 느끼는 발랄한 이미지와는 달리 그들이 추구한 가을방학의 이미지는 (달콤함보다는) 쓸쓸함이라고 한다. 가을방학이 생각하는 그들의 특색은 이미지가 연상되는 영화식 가사, 멜로디, 그리고 계피의 음색이다.

## 앨범 및 싱글

### 정규앨범
- 《가을방학》(2010년)

1. 샛노랑과 새빨강 사이
2. 동거
3. 곳에 따라 비
4. 속아도 꿈결
5. 취미는 사랑 (album version)
6. 가끔 미치도록 네가 안고 싶어질 때가 있어
7. 이브나
8. 3 x 4
9. 인기 있는 남자애
10. 나비가 앉은 자리
11. 가을방학 (album version)
12. 호흡 과다
  - 이 앨범은 두 사람이 1년간 작업한 19곡 중 12곡을 수록하고 있다. 영화 '반칙왕', '전우치'에서의 음악감독인 이병훈이 프로듀서로 참가했다.
  - Life(mint paper project vol.3)앨범으로 이미 세상에 나온 '취미는 사랑'이라는 곡은 카렐 차펙의 소설 중 '우주의 수많은 별은 남자신의 수집 콜렉션'이라는 구절에 영감을 받아 만들어졌다. 멋진 책을 읽은 뒤, 산책을 나간다는 가사를 담고있는 '속아도 꿈결'은 이상의 단편소설 '봉별기'의 마지막 부분을 인용했다. 이 외에도 어린시절 여자애들에게 인기가 없어 한번도 반장을 못해본 '인기 있는 남자애', 더 이상 사랑을 증명하지 않는 증명사진을 의미하는 '3 x 4' 등 일상에서 접할 수 있는 친숙한 이야기들을 소재로 한 곡들이 많다.

- 《선명》(2013년)

1. 좋은 아침이야, 점심을 먹자
2. 헛것
3. 편애
4. 3월의 마른 모래
5. 언젠가 너로 인해
6. 잘 있지 말아요
7. 더운 피
8. 소금기둥
9. 근황 (Album Ver.)
10. 진주
11. 삼아일산(三兒一傘)
12. 가을 겨울 봄 여름 (Album Ver.)

- 《세 번째 계절》(2015년 9월 1일)

1. 새
2. 153cm, 플랫슈즈
3. 사하
4. 난 왜 가방에서 낙엽이 나올까
5. 재채기
6. David
7. 사랑에 빠진 나
8. 이별 앞으로
9. 사람의 홍수 속에서
10. 베스트 앨범은 사지 않아 (Album Ver.)
11. 아이보리 (Album Ver.)

### 비정규앨범
- 《마음집》 (2017년)

1. 이름이 맘에 든다는 이유만으로
2. 스톱워치
3. 첫사랑
4. 오래된 커플
5. 낮잠열차
6. 근황
7. 종이우산
8. 지혜
9. 여배우
10. 가을겨울봄여름
11. 베스트 앨범은 사지 않아

### 디지털싱글
- 《가을방학/3월의 마른 모래》(2009년)

1. 가을방학
2. 3월의 마른모래

- 《오래된 커플》(2011년)
봄을 맞아 발표한 이 앨범은 밝은 느낌의 2 곡을 수록하고 있다. '오래된 커플'은 정바비가 결혼을 앞둔 친구에게 헌정하는 곡이다.

1. 오래된 커플
2. 여배우

- 《근황》(2012년)

1. 근황
2. 가을겨울봄여름

- 《첫사랑》(2013년)

1. 첫사랑
2. 낮잠열차
3. 베스트 앨범은 사지 않아

- 《종이 우산》 (2014년)

1. 종이 우산
2. 지혜
3. 클로버

- 《루프탑》 (2020년)

1. 루프탑
2. 그대로, 그대로